# Хольгерссон, Маркус
Свен Маркус Хольгерссон (швед. Sven Markus Holgersson; 16 апреля 1985, Ландскруна, Швеция) — шведский футболист, защитник.

## Клубная карьера
Хольгерссон воспитанник клубов «Ландскруна» и «Хельсингборг». В 2005 году он начал профессиональную карьеру в клубе третьего дивизиона «Хёгенес», но уже вскоре покинул команду и перешёл в «Энгельхольмс ФФ». В новом клубе Маркус отыграл три сезона, после чего вернулся в родной «Хельсингборг». 6 апреля 2009 года в матче против «Гётеборга» он дебютировал за новую команду. 23 апреля в поединке против «Хальмстада» Маркус забил свой первый гол за «Хельсингборг». Хольгерссон помог клубу выиграть Аллсвенскан лигу, дважды завоевать Кубок Швеции и национальный Суперкубок.
В начале 2012 года Маркус перешёл в американский «Нью-Йорк Ред Буллз». 11 марта в матче против «Далласа» он дебютировал в MLS. 13 мая в поединке против «Филадельфия Юнион» Хольгерссон забил свой первый гол за «быков». В 2013 году Маркус помог команде завоевать MLS Supporters’ Shield.
В начале 2014 года перешёл в английский «Уиган Атлетик» на правах свободного агента. 3 мая в матче против «Блэкберн Роверс» Маркус дебютировал в Чемпионшипе. По окончании сезона контракт с Хольгерссоном был расторгнут. Маркус вернулся на родину в «Хельсингборг», но сыграв всего четыре матча подписал контракт с кипрским «Анортосисом». 1 сентября в матче против «Омонии» он дебютировал в чемпионате Кипра.

## Международная карьера
23 января 2012 года в товарищеском матче против сборной Катара Хольгерссон дебютировал за сборную Швеции.

## Достижения
Командные
 «Хельсингборг»
- Чемпионат Швеции по футболу — 2011
- Обладатель Кубка Швеции — 2010
- Обладатель Кубка Швеции — 2011
- Обладатель Суперкубка Швеции — 2011

 «Нью-Йорк Ред Буллз»
- Обладатель MLS Supporters’ Shield — 2013